# Dave Hubbard
David „David“ Hubbard (* um 1940; † März 2016) war ein US-amerikanischer Jazzmusiker (Saxophon, Flöte).

## Leben und Wirken
Dave Hubbard, der aus Maryland stammte, trat bereits im Alter von 13 Jahren mit der Baltimore Municipal Band auf; 1960 tourte er mit der Sängerin Maxine Brown. 1963 gründete er seine erste eigene Band, der u. a. auch Gary Bartz, Carl Adams, Mickey Bass, Lonnie Liston Smith und Joe Chambers angehörten. In dieser Zeit spielte er im Jazzclub Bohemian Caverns und in der Hausband des Howard Theater in Washington, D.C.
Im Laufe seiner Karriere spielte Hubbard mit Ray Charles, Ethel Ennis, Patti LaBelle, Ruth Brown, Kenny Dorham, Roy Haynes, Charles Earland, Dr. Lonnie Smith (Mama Wailer), Lonnie Liston Smith und George Benson. Außerdem studierte er Musik an der Morgan State University. Nach dem Erwerb des Bachelor verließ er die Ray Charles Bigband und zog nach New York City, wo er in Jazzclubs wie dem Village Vanguard, The Village Gate, Fat Tuesday’s und Five Spot auftrat. Unter eigenem Namen spielte er ab Anfang der 1970er-Jahre mehrere Alben ein, stilistisch dem Fusion-Genre zuzuordnen. Er wirkte ferner bei Aufnahmen von Les McCann, Charles Earland und George Benson mit. Im Bereich des Jazz war er zwischen 1969 und 2006 an 45 Aufnahmesessions beteiligt, außer den genannten auch mit Melvin Sparks, Leon Spencer, Boogaloo Joe Jones, Defunkt, Irene Reid und Big John Patton.

## Diskographische Hinweise
- Dave Hubbard (Mainstream Records, 1971), mit  Jimmy Rowser, Buck Clarke, Harold White, Albert Dailey
- Booty (Mainstream, 1973), u. a. mit Virgil Jones, Curtis Fuller, Charles McPherson, Harold Mabern, Ron Carter
- Labor of Love (Sybarite Music, 1985), mit  Greg Maker, Wilby Fletcher, Aurell Ray, Lawrence Killian, Armen Donelian, Dr. Lonnie Smith
- Groovin' with Dave Hubbard (2002)